# Fie Hækkerup
Fie Thorsted Hækkerup (født  25. juli 1994 i Hillerød) er en dansk politiker som repræsenterer Socialdemokratiet. Hun har været medlem af Folketinget valgt i Nordsjællands Storkreds siden 2022.
Fie Hækkerup er datter af tidligere justitsminister Nick Hækkerup. Adskillige af hendes slægtninge har tidligere været medlem af Folketinget. Hun er uddannet cand.mag. i dansk fra Københavns Universitet i 2020 og var konsulent for konsulentvirksomheden Rud Pedersen fra 2020 til 2022.

## Politisk karriere
Fie Hækkerup var landsformand for den socialdemokratiske studenterforening Frit Forum fra 2018 til 2020.
Hun blev i maj 2021 opstillet til Folketinget i Lyngbykredsen (Københavns Omegns Storkreds). I juni 2022 skiftede hun valgkreds til Hillerødkredsen (Nordsjællands Storkreds) hvor hendes far, Nick Hækkerup, tidligere havde været opstillet.
Ved folketingsvalget 2022 fik hun 5.789	personlige stemmer i Nordsjællands Storkreds og fik Socialdemokratiets 1. kredsmandat ud af 4 i storkredsen. Hun blev Socialdemokratiets forbrugerordfører efter valget og blev i 2023 tillige ældreordfører. Hun gik på barselsorlov 19. marts 2024. Hendes stedfortræder er Louise Mehnke.

## Privatliv
Fie Hækkerup er gift med Mikkel Juul Hækkerup og bor i Hillerød.
Fie Hækkerup har fem søskende; Mille Hækkerup, Emil Hækkerup, Malthe Hækkerup, Mikkeline Milo og Freya Milo.